# 空气分离装置

干燥大气中不同气体及含量

空气分离装置(英語：air separation)是一套将空气中不同气体分离开的装置，主要是生产出高纯度的氮气和氧气，有时还有氩气和其他非活性气体。

## 方法
最常见的方法是分馏，即通过首先将其冷却直至液化，然后在不同沸腾温度下选择性地蒸馏组分，可以将高纯度的气体与空气分离。

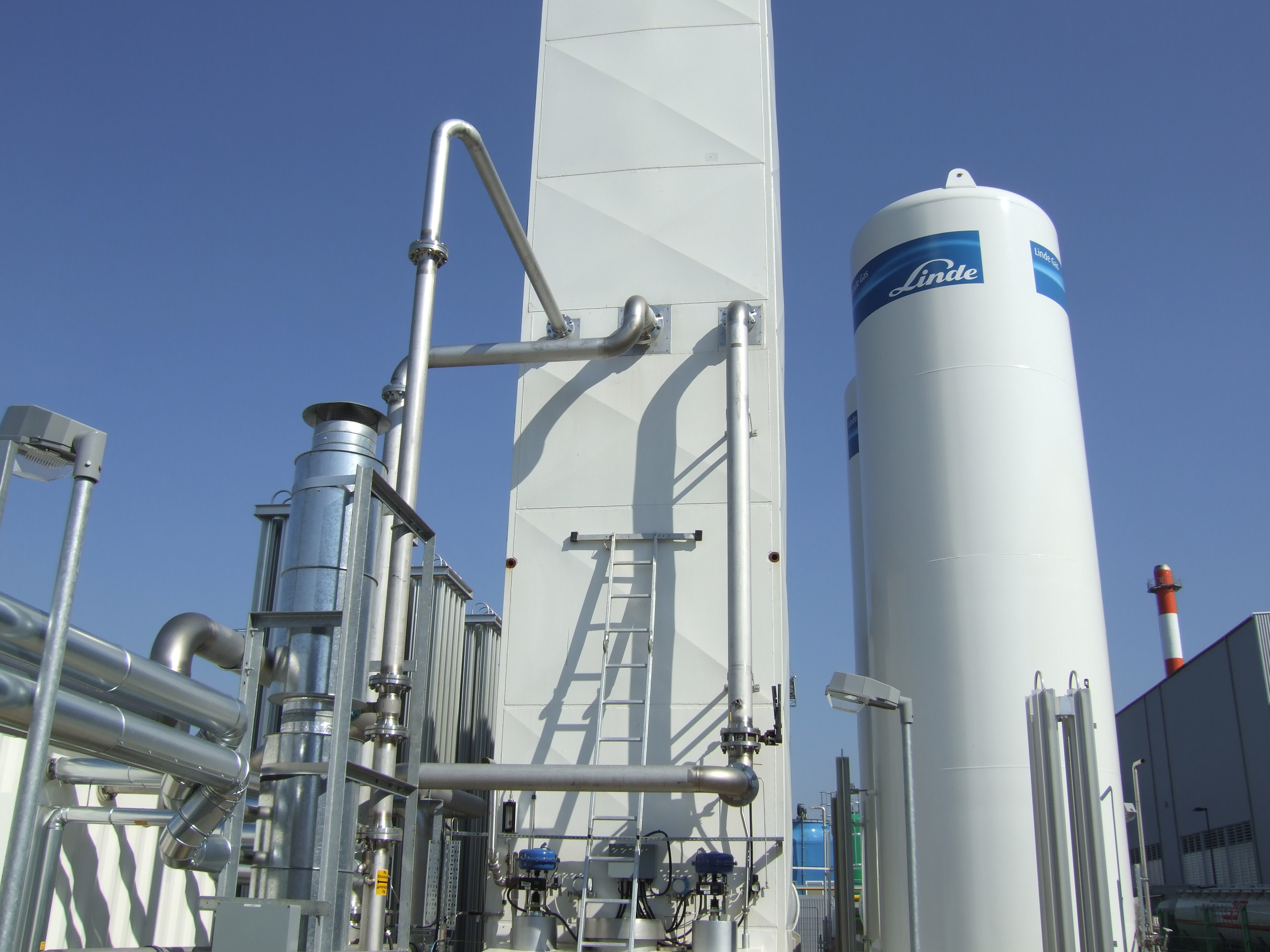
低温空气分离设备中的蒸馏塔